# Cheik Doukouré
Cheik Doukouré (nacido en 1943), es un cineasta guineano. Es conocido por ser director de la película Le Ballon d'Or. También se ha desempeñado como actor, guionista y productor de cine. 

## Biografía
Doukouré nació en 1943 en Kankan, Guinea y realizó su educación primaria en Conakri. En 1964, se mudó a París, Francia. Completó el grado de literatura moderna en la Universidad de la Sorbona en 1964.

## Carrera profesional
Mientras estuvo en Francia, comenzó su carrera como actor de teatro y televisión. A fines de la década de 1970, escribió sus primeros guiones comenzando con Bako, l'autre rive en 1978 y luego la popular obra Black Mic Mac en 1986.
En 1986, hizo su primera aparición en cine con Les Ripoux. También actuó en la película de 1994 Un indien dans la ville. En 1991 debutó como director con Blanc d'ebene, ambientada en Guinea durante la Segunda Guerra Mundial. En 1993, fundó la productora 'Bako Productions'. El mismo año, produjo su segundo largometraje Le Ballon d'Or. En 2001, estrenó Les Films de l'Alliance junto con su guionista Danielle Ryan.
En 2001, produjo y actuó en París selon Moussa. En 2003, ganó un premio en la categoría interpretación masculina en la 18a edición del Festival Panafricano de Cine y Televisión de Uagadugú (FESPACO) por su actuación.

## Filmografía
| Año  | Título                            | Tipo                    | Ref.   |
| ---- | --------------------------------- | ----------------------- | ------ |
| 2003 | Paris selon Moussa                | Película                |        |
| 1972 | Chut!                             | Película                |        |
| 1972 | Elle cause plus, elle flingue     | Película                | [ 7 ]  |
| 1973 | A Rare Bird                       | Película                |        |
| 1974 | Chinese in Paris                  | Película                |        |
| 1975 | The Man Without a Face            | miniserie de televisión |        |
| 1975 | Les compagnons d'Eleusis          | serie de televisión     |        |
| 1978 | L'état sauvage                    | Película                | [ 8 ]  |
| 1978 | Bako, the Other Shore             | Película                |        |
| 1979 | Le maître-nageur                  | Película                |        |
| 1980 | Les 400 coups de Virginie         | miniserie de televisión |        |
| 1980 | Operation Leopard                 | Película                |        |
| 1980 | Les mystères de Paris             | serie de televisión     |        |
| 1981 | Un dessert pour Constance         | serie de televisión     |        |
| 1981 | The Professional                  | Película                |        |
| 1982 | L'apprentissage de la ville       | serie de televisión     |        |
| 1982 | Merci Bernard                     | serie de televisión     |        |
| 1982 | Paris Saint-Lazare                | Película                |        |
| 1982 | Le corbillard de Jules            | Película                |        |
| 1982 | L'appât du gain                   | Película                |        |
| 1983 | Médecins de nuit                  | serie de televisión     |        |
| 1983 | Cinéma 16                         | serie de televisión     |        |
| 1983 | Suicides                          | Película                |        |
| 1984 | Frankenstein 90                   | Película                |        |
| 1984 | My New Partner                    | Película                |        |
| 1985 | Kubyre                            | Película                |        |
| 1986 | Follow My Gaze                    | Película                |        |
| 1986 | Black Mic Mac                     | Película                |        |
| 1986 | Les frères Pétard                 | Película                |        |
| 1988 | Ya bon les blancs                 | Película                |        |
| 1988 | Série noire                       | serie de televisión     |        |
| 1988 | Ada in the Jungle                 | Película                |        |
| 1989 | Les maris, les femmes, les amants | Película                |        |
| 1990 | Les nouveaux chevaliers du ciel   | serie de televisión     |        |
| 1990 | L'alligator                       | Película                |        |
| 1991 | Cheb                              | Película                |        |
| 1991 | La valse des pigeons              | Película                |        |
| 1991 | Blanc d'ébène                     | Película                |        |
| 1993 | Antoine Rives, juge du terrorisme | serie de televisión     |        |
| 1994 | Les cinq dernières minutes        | serie de televisión     |        |
| 1994 | Le cri du coeur                   | Película                |        |
| 1994 | Little Indian, Big City           | Película                | [ 9 ]  |
| 1994 | Le Ballon d'Or                    | Película                |        |
| 1995 | L'homme aux semelles de vent      | serie de televisión     |        |
| 1996 | Hi Cousin!                        | Película                |        |
| 1998 | Chez ma tante                     | serie de televisión     |        |
| 2000 | Lumumba                           | Película                | [ 10 ] |
| 2002 | Et demain, Paula?                 | serie de televisión     |        |
| 2003 | Paris selon Moussa                | Película                |        |
| 2006 | Le grand appartement              | Película                | [ 11 ] |
| 2006 | Africa paradis                    | Película                | [ 12 ] |
| 2009 | Homeless Without You              | serie de televisión     |        |
| 2012 | Clash                             | serie de televisión     |        |